# ЮАР на зимних Олимпийских играх 1998
ЮАР принимала участие в Зимних Олимпийских играх 1998 года в Нагано (Япония) в третий раз за свою историю, но не завоевала ни одной медали.
Сборную страны представляли один горнолыжник и одна фигуристка.

## Горнолыжный спорт
Спортсменов - 1
Мужчины
| Спортсмен     | Вид         | 1 попытка | 2 попытка | Всего          | Место |
| ------------- | ----------- | --------- | --------- | -------------- | ----- |
| Александр Хит | Слалом      | 1.06,82   | 1.07,62   | 2.14,44        | 26    |
| Александр Хит | Супергигант |           |           | не финишировал | -     |

### Фигурное катание
Спортсменов - 1
Женщины
| Спортсмен    | Вид                       | Короткая программа | Короткая программа | Произволь- ная программа | Произволь- ная программа | Итог | Итог  |
| Спортсмен    | Вид                       | Очки               | Место              | Очки                     | Место                    | Очки | Место |
| ------------ | ------------------------- | ------------------ | ------------------ | ------------------------ | ------------------------ | ---- | ----- |
| Ширен Хьюман | Женское одиночное катание | 11,5               | 23                 | 24,0                     | 24                       | 35,5 | 24    |